# Volones
Volones — термин, которым в Древнем Риме называли добровольцев, идущих в армию. Название происходит от глагола volo («хотеть») и применялось ко всем тем, кто добровольно вызвался служить в римской армии без каких-либо обязательств. В частности, так называли рабов, которые в случаях исключительной необходимости предлагали или разрешали сражаться в римской армии.
Подобный случай произошел во время Второй Пунической войны после битвы при Каннах, когда не осталось достаточного количества свободных людей, чтобы пополнить легионы, в результате чего около 8 тысяч молодых и трудоспособных рабов, желавших пойти на военную службу, были зачислены в ряды войск. Эти volones получил доспехи за счет правительства, а также имели возможность получить свободу. Они участвовали в битве при Кумах под командованием консула Тиберия Семпрония Гракха.
В дальнейшем термином volones называли рабов, которым было разрешено взять в руки оружие для защиты своих хозяев, если они хотят, и завоевать таким образом освобождение.